# C amir
Albums de Amir
Ressources
(2020)
Singles
1. Sommet[1]
Sortie : 3 mai 2024
2. Complémentaires[2]
Sortie : 30 août 2024
3. Supernova[3]
Sortie : 6 septembre 2024
4. Nous[4]
Sortie : 13 juin 2025

C amir est le quatrième album studio du chanteur franco-israélien Amir sorti le 13 septembre 2024.

## Genèse
Le 5 juillet 2024, Amir annonce la sortie de son nouvel album C amir, référence au prénom de sa maman Carmi. Il a dévoilé la pochette avec une simple photo de son visage en gros plan : « Sans artifice ni détour, cet album est ma vérité, nue et crue ».
La chanson Sommet a été choisie par le groupe France Télévisions pour habiller ses coupures pub pendant les JO de Paris 2024. Amir a réagit aux critiques de nombreux téléspectateurs qui ont été exaspérés par l'utilisation massive du titre.

## Liste des pistes
| C amir | C amir                        | C amir      | C amir                          | C amir | C amir | C amir | C amir | C amir | C amir |
| No     | Titre                         | Auteur      | Compositeur(s)                  | Durée  |        |        |        |        |        |
| ------ | ----------------------------- | ----------- | ------------------------------- | ------ | ------ | ------ | ------ | ------ | ------ |
| 1.     | Sommet                        | Amir, Nazim | Dany Synthé, Stav Beger         | 2:28   |        |        |        |        |        |
| 2.     | Complémentaires               | Amir, Nazim | Dany Synthé, Silvio Lisbonne    | 3:12   |        |        |        |        |        |
| 3.     | Ma belle                      | Amir        | Nazim, Stav Beger, Yarden Peleg | 2:40   |        |        |        |        |        |
| 4.     | Supernova                     | Amir, Nazim | Stav Beger                      | 2:45   |        |        |        |        |        |
| 5.     | Mal agir (feat. Mark Eliyahu) | Nazim       | Amir, Dany Synthé               | 3:32   |        |        |        |        |        |
| 6.     | Dans ta tête                  | Nazim       | Silvio Lisbonne                 | 2:38   |        |        |        |        |        |
| 7.     | Au matin du monde             | Nazim       | Silvio Lisbonne                 | 3:17   |        |        |        |        |        |
| 8.     | Une autre                     | Nazim       | Dany Synthé, Silvio Lisbonne    | 3:00   |        |        |        |        |        |
| 9.     | Encore                        | Amir, Nazim | Yarden Peleg                    | 2:39   |        |        |        |        |        |
| 10.    | 1er slow                      | Amir        | Dany Synthé, Dudu Tussa         | 3:35   |        |        |        |        |        |
| 11.    | Parle-moi                     | Amir        | Dudu Tussa, Stav Beger          | 2:50   |        |        |        |        |        |
| 12.    | La paix                       | Amir, Nazim | Stav Beger                      | 2:52   |        |        |        |        |        |
| 35:28  |                               |             |                                 |        |        |        |        |        |        |

## Clips vidéo
- Sommet : 28 juin 2024[8]
- Complémentaires : 1er octobre 2024[9]
- Supernova : 7 octobre 2024[10]
- 1er slow : 16 mai 2025
- Nous : 18 juillet 2025[11]

## Titres certifiés en France
- Complémentaires  Or[12]

## Accueil critique
L'album reçoit une note de 3,5/5 sur le site chartinfrance.net indiquant que l'album « vise le cœur avec naturel, et l'ombre côtoie à la fois la lumière et l'amour profond ».

## Certifications et classements

### Classements
| Classement (2024)            | Meilleure position |
| ---------------------------- | ------------------ |
| Belgique (Wallonie Ultratop) | 7                  |
| France (SNEP)                | 5                  |